# Pielgrzymy
Pielgrzymy (česky nazývané někdy též Poutníci, německy Dreisteine) je skupina žulových skalních torů vysokých až 25 metrů, která se nachází na polské straně Krkonoš asi na půli cesty mezi Slezským sedlem a Sněžkou.

## Poloha a popis
Skalní skupina Pielgrzymy se nachází na severovýchodním svahu hory Stříbrný hřbet v nadmořské výšce 1204 m asi 2 km jižně od obce Borowice.
Skládají se ze tří mohutných skalních skupin na ploše 150 x 75 metrů. Kromě tří nápadných věží se zde nachází několik menších skalních útvarů a mnoho jednotlivých balvanů. Souhrou mrznutí, tání a opětovného zamrzání vody ve skalních puklinách vznikaly četné pukliny a trhliny, až se skála odlomila a nakonec zůstaly stát samostatné skalní věže.
V roce 1757 byla část nejvyšší skály poškozena úderem blesku.

## Turistické stezky
Turisté se sem dostanou od Wangova kostela v Karpaczi po žluté značce přes rozcestí na Staré Polaně (cca 60 min) nebo ze Slezského sedla po zelené turistické značce (cca 70 min) nebo ze strany od dalšího známého krkonošského skalního útvaru Słoneczniku po žluté turistické značce (cca 20 min).

## Galerie

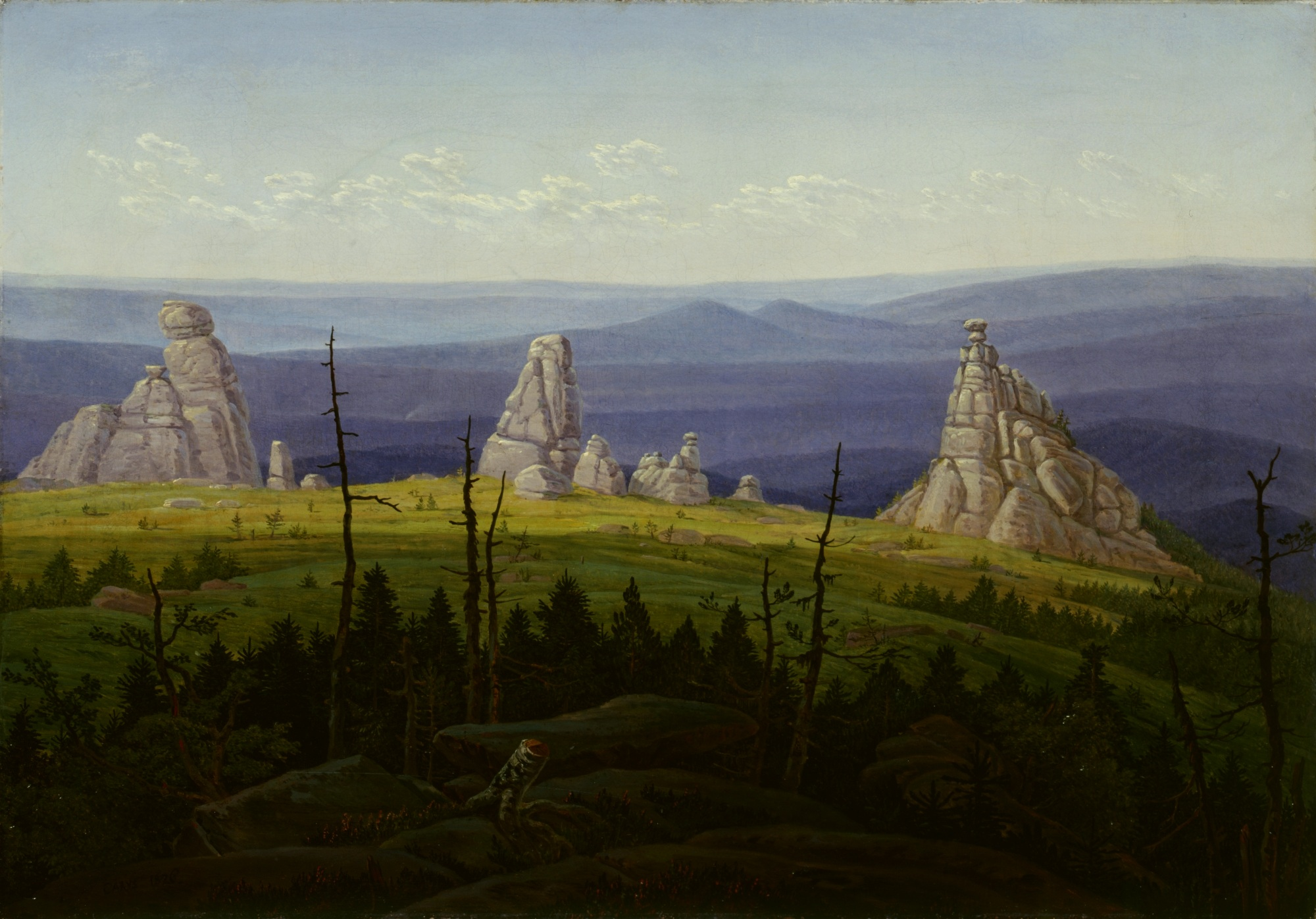
Poutníci na obraze od Carl Gustav Carus (1826)
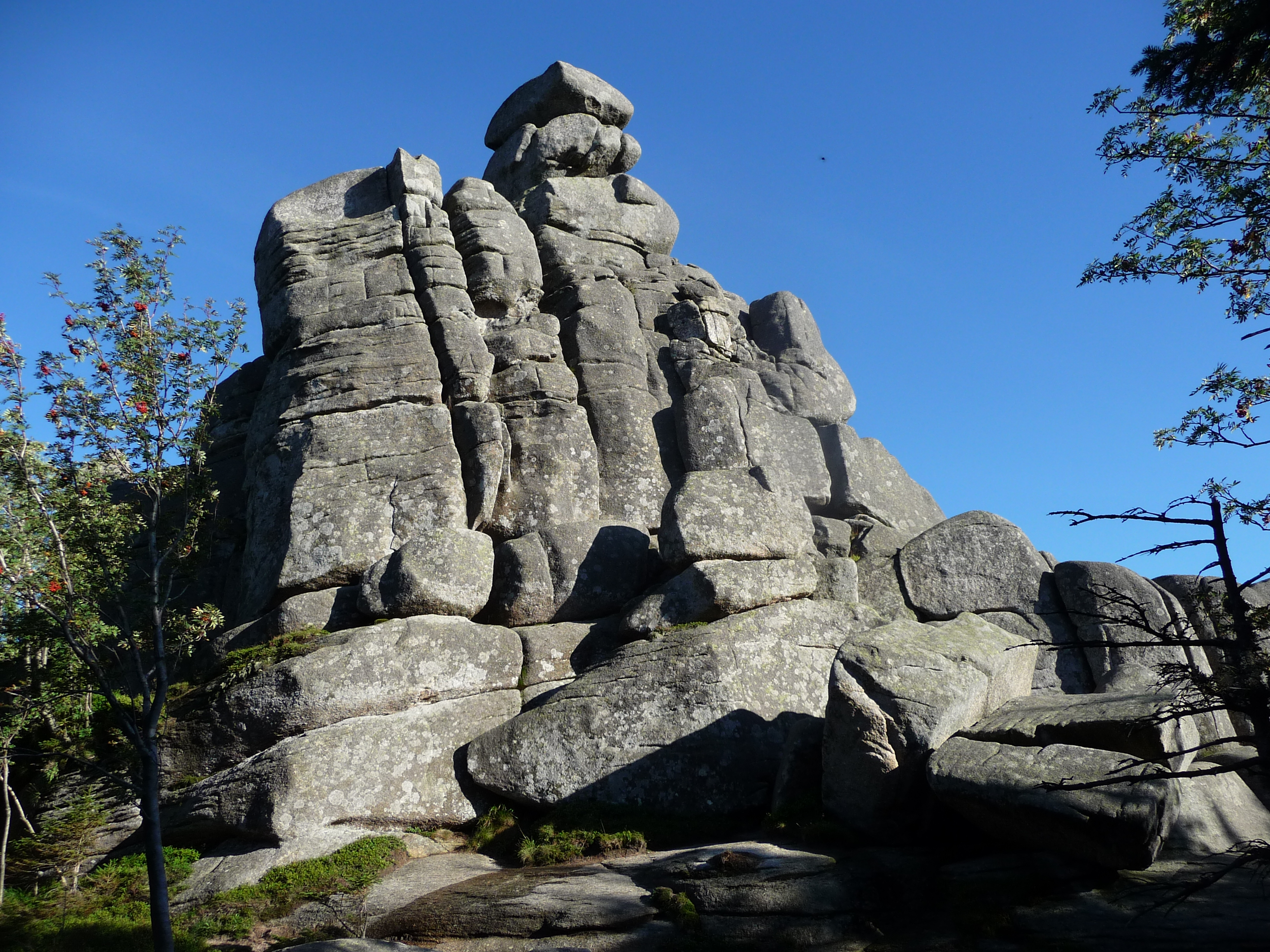
Pielgrzymy
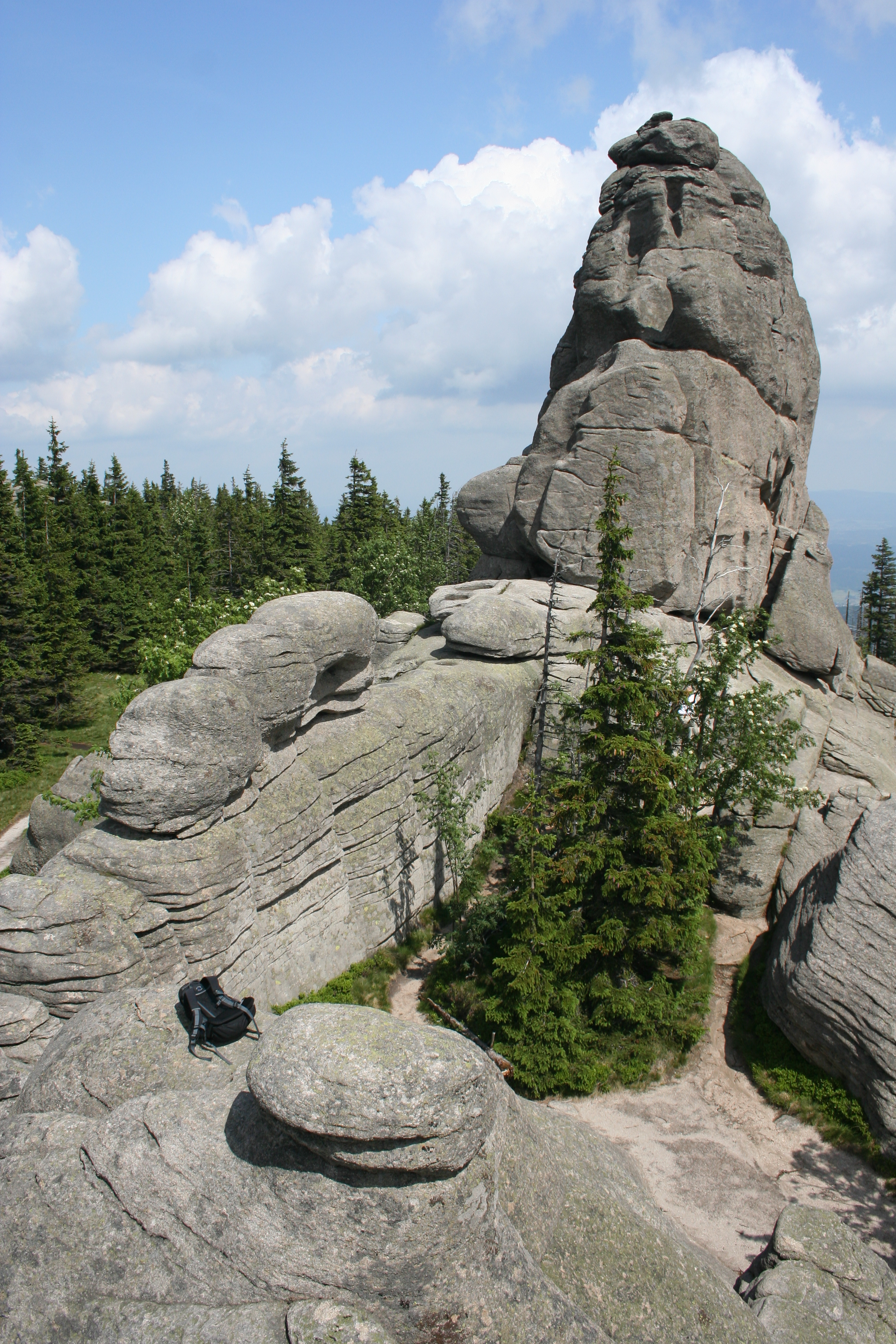
Pielgrzymy
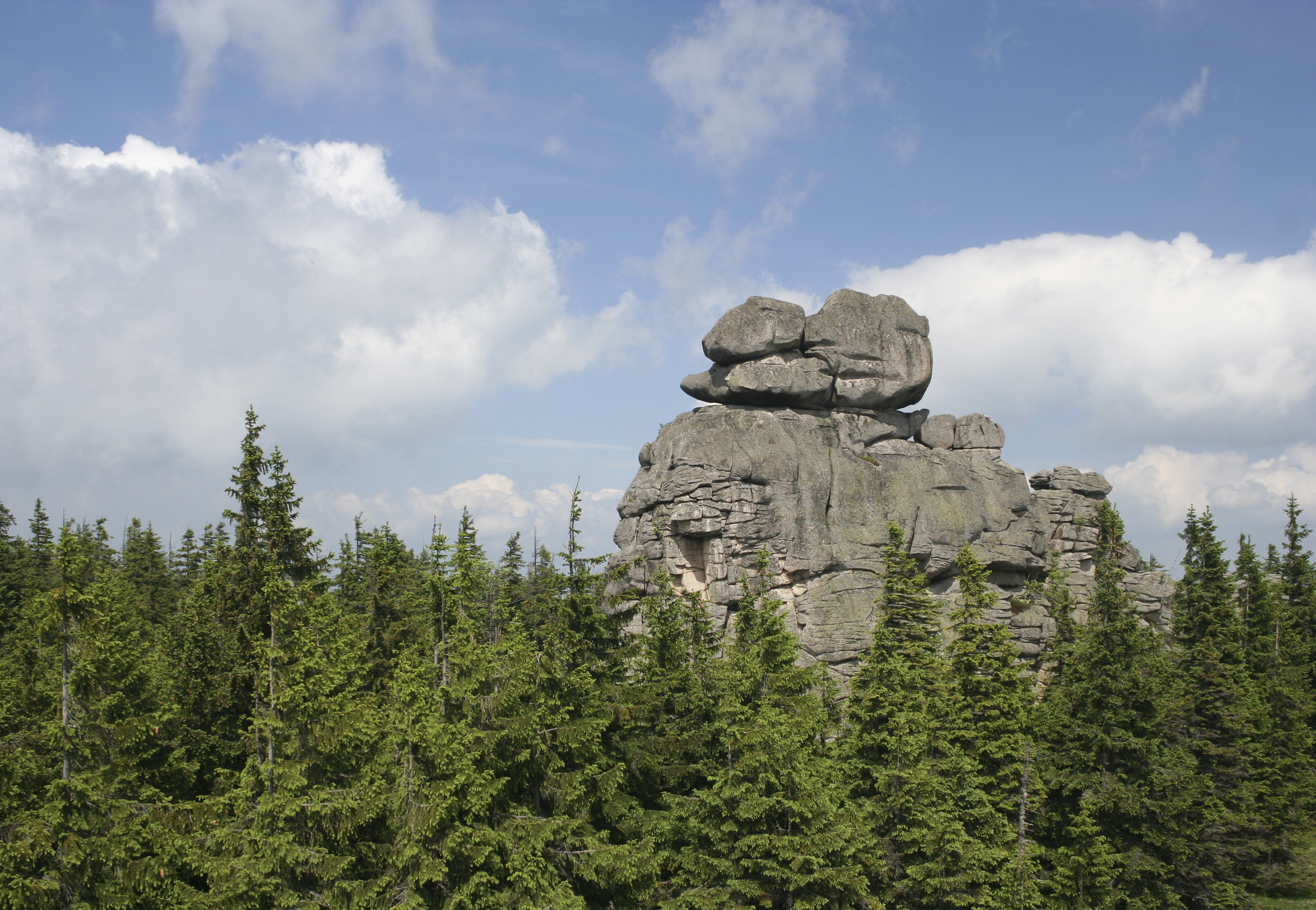
Pielgrzymy